# Tepelská vrchovina
Tepelská vrchovina je geomorfologický celek Krušnohorské soustavy o rozloze 682 km². Nejvyšším bodem je Podhorní vrch (850 m n. m.). Oblast je mírně zvlněnou plochou vrchovinou o střední nadmořské výšce 627 m n. m.

## Vymezení
Tepelskou vrchovinu obklopuje ze severu Slavkovský les, ze severovýchodu Doupovské hory, z východu Rakovnická pahorkatina, z jihu Plaská pahorkatina, na západě se prostírá Podčeskoleská pahorkatina.
Na území celku se nenachází žádné velké sídlo, drobnými městy v jeho rámci jsou Teplá, Toužim, Bochov, Žlutice a Bezdružice. O něco větší města Mariánské Lázně a Planá leží již těsně mimo celek, při jeho západní hranici.

## Členění
Tepelská vrchovina se z hlediska českého geomorfologického členění dělí na tři podcelky a deset okrsků:
- IIIC2-A Toužimská plošina
  - IIIC2-A-a Útvinská plošina
  - IIIC2-A-b Mrázovská pahorkatina
  - IIIC2-A-c Mariánskolázeňská vrchovina
- IIIC2-B Bezdružická vrchovina
  - IIIC2-B-a Michalohorská vrchovina

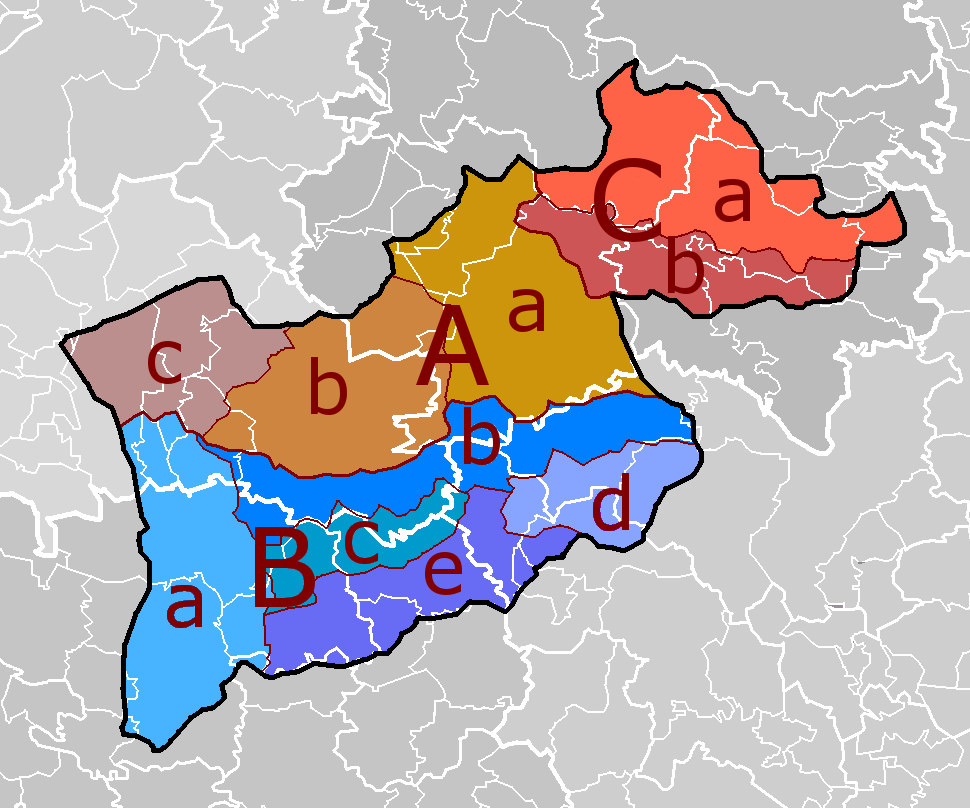
Členění Tepelské vrchoviny: Severozápadní část představuje Útvinská plošina, na jihu se prostírá Bezdružická vrchovina, severovýchod území zaujímá Žlutická vrchovina.

  - IIIC2-B-b Vidžínská vrchovina
  - IIIC2-B-c Hanovská pahorkatina
  - IIIC2-B-d Trhomenská vrchovina
  - IIIC2-B-e Krasíkovská vrchovina
- IIIC2-C Žlutická vrchovina
  - IIIC2-C-a Bochovská vrchovina
  - IIIC2-C-b Vladařská vrchovina

## Vodstvo
Severozápad území je odvodňován řekou Teplou a náleží tak do povodí Ohře, z jihozápadu voda odtéká do Berounky, jejím významným přítokem je např. Střela, která v oblasti pramení.

## Geologie
Ve stavbě masívu převládají krystalické břidlice.